# Pu'er
Den här artikeln handlar om en ort i Yunnan-provinsen. För teet med samma namn, se Pu'er (te).
Pu'er, tidigare stavat Puerh, är en stad på prefekturnivå i Yunnan-provinsen i sydvästra Kina, omkring 290 kilometer sydväst om provinshuvudstaden Kunming. Området ligger nära till Kinas gräns med Laos, Myanmar och Vietnam.
Orten är mest känd för att ha gett namn åt teet med samma namn.

## Administrativ indelning
Pu'er har en yta som är något mindre än Jämtlands län och består till 91 procent av landsbygd som är indelad i nio autonoma härader för olika kinesiska minoritetsfolk. Den egentliga staden staden Pu'er består av ett stadsdistrikt:
- Stadsdistriktet Simao 思茅区;
- Det autonoma häradet Ning'er för hani- och yi-folken 宁洱哈尼族彝族自治县?;
- Det autonoma häradet Mojiang för hanifolket Hani 墨江哈尼族自治县;
- Det autonoma häradet Jingdong för yi-folket 景东彝族自治县;
- Det autonoma häradet Jinggu för dai- och yi-folken 景谷傣族彝族自治县;
- Det autonoma häradet Zhenyuan för yi, hani och lahu-folken 镇沅彝族哈尼族拉祜族自治县;
- Det autonoma häradet Jiangcheng för hani- och yi-folken 江城哈尼族彝族自治县;
- Det autonoma häradet Menglian för dai-, lahu- och wa-folken 孟连傣族拉祜族佤族自治县;
- Det autonoma häradet Lancang för lahu-folket 澜沧拉祜族自治县;
- Det autonoma häradet Ximeng för wa-folket 西盟佤族自治县.